# Sivrihisar, Güzelyurt
Sivrihisar là một xã thuộc huyện Güzelyurt, tỉnh Aksaray, Thổ Nhĩ Kỳ. Dân số thời điểm năm 2010 là 124 người.